# Circ de Colomèrs
El Circ de Colomèrs és un circ glacial al vessant nord del Pirineu axial, que forma la capçalera de la Vall d'Aiguamòg. Està situat al sud-est de la Vall d'Aran, al municipi de Naut Aran, dintre de la zona perifèrica del Parc Nacional d'Aigüestortes i Estany de Sant Maurici. El circ de Colomèrs està flanquejat de muntanyes amb altituds d'entre 2.500 i 2.900 metres excepte en l'obertura cap al nord, on descendeix i es transforma en vall glacial. Una carena central en sentit nord-sud divideix el Circ en dues conques.
Està compost en gran part per roques granítiques, i atès l'altitud i el clima, hi ha molt poca vegetació arbòria excepte al nord-est del Circ. És un espai un espai d’alt valor geològic perquè conserva una mostra excepcional de l’acció de la glaciació del Quaternari que van modelar els Pirineus i van excavar valls, van donar forma als estanys i muntanyes d’aquesta zona, i com, des de llavors, el paisatge s’ha anat transformant per efectes naturals com l’erosió, l’aigua i la vegetació.
El Circ de Colomèrs és el paratge del Pirineu amb una major concentració d'estanys, els quals han estat originats per sobreexcavació de la glacera original, i són bastant profunds. N'hi ha 42, dels quals 32 tenen més de mitja hectàrea de superfície i alguns són connectats artificialment amb canals subterranis que desaigüen a l'estany Major de Colomèrs, des d'on continuen fins a abastir la Central d'Arties.
Al límit nord del Circ de Colomèrs, a l'indret conegut com a Aigüestortes, naix la riera d'Aiguamòg, a la qual es barreja amb el riu de Montanheta. El riu Aiguamòg acaba desaiguant en el riu Garona a Tredós després de passar per l'embassament d'Aiguamog.
El circ fou explorat el 1838 per l'enginyer nascut a França de pares vigatans Charles-Joseph Colomès de Juillan (1799-1870). El circ va passar a ser anomenat amb el seu cognom, i més tard aquest ha derivat en Colomèrs.
El refugi de Colomers és a l'oest de l'estany Major de Colomèrs a 2.135 metres d'altitud.

## Geografia

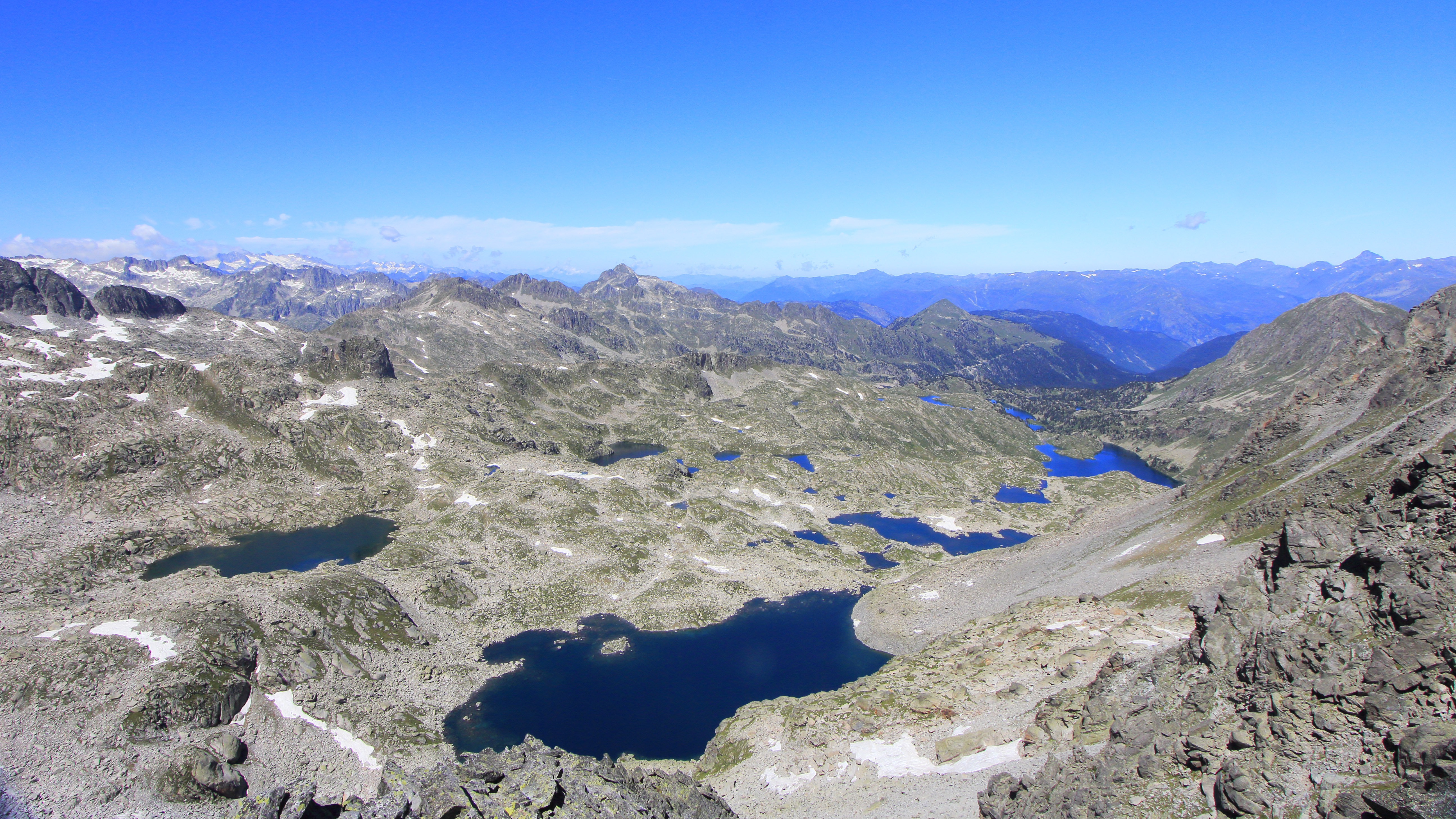
Conca Oriental del Circ de Colomèrs, des del Pic de Bergús (imatge amb notes)

### Descripció general i límits
Pel vessant oriental el Circ de Colomèrs limita amb el Circ de Saboredo, al sud amb la vall de Ratera del Pallars Sobirà i Circ de Bergús que geogràficament pertany a la conca del Noguera Ribagorçana però pertany al municipi d'Espot al Pallars Sobirà. A l'oest limita amb la Vall de Colieto i la Capçalera de Caldes, les dues a l'Alta Ribagorça, i la Serra de Ribèra de Ribereta el separa dels estanys de Ribereta, ja a la Vall d'Aran. Al nord limita amb les Planhòles dera Lòssa, que és una planúria situada a menor altitud que el Circ i poblada amb prats i estanyets situada al nord de l'estany Major de Colomèrs i a 2.040 metres d'altitud, i on s'ajunten les aigües dels cursos de l'Aiguamòg i Montanheta. En resum, el Circ de Colomers està rodejat per set valls diferents que pertanyen a tres comarques.
El relleu del Circ va augmentant d'altitud a mesura que s'apropa al seu límit meridional. Als peus de la conca del circ es troba l'estany Major de Colomèrs, a una altitud de 2.135 metres, mentre que el Coll de Pòdo, més al sud, és a 2.607 metres. El mateix passa amb les muntanyes que envolten el circ: en el límit nord el Tuc de Pishader es troba de 2.539 metres, mentre que a l'extrem sud es troba el pic més alta del Circ, el Gran Tuc de Colomèrs, de 2.895 metres.
Una carena travessa el Circ per la meitat, dividint-lo en dues conques lacustres.

### Cims, serres i colls
En el sentit de les agulles del rellotge, començant en el punt més al nord i a l'est, es troben els següents elements geogràfics:

#### Vessant oriental (E)
Separa el circ de Colomèrs del circ de Saboredo. En ordre de nord cap a sud, els accidents orogràfics més rellevants són els següents:
- Tuc de Pishader, de 2.539 metres ubicat a la Sèrra de Sendrosa.
- Coll del Tuc Gran de Sendrosa, situat a 2.450,7 metres. Enllaça el Circ de Colomèrs i el Circ de Saboredo situat a l'est. Hi passa el sender del recorregut de Carros de foc.
- Tuc Gran de Sendrosa, de 2.703 metres, La cresta avança cap al sud, descendint fins a permetre còmodament el pas provinent del Port de Ratera, per tornar a ascendir de forma brusca.

#### Vessant meridional (S)
Separa el circ de Colomèrs de la vall de Ratera i la vall de Contraix, aquesta última subsidiària de la Ribera de Sant Nicolau. Començant des de l'est, el vessant està compost dels següents pics:
- Port de Ratera, a 2.590 metres. És l'ampla collada que enllaça els circs de Colomèrs i Saboredo pel vessant nord, i la vall de Ratera que vessa a l'estany de Sant Maurici pel sud. Hi passa el sender GR-11 i el recorregut de Carros de foc.
- Tuc de Ratera, de 2.859 metres, on s'inicia una abrupta cresta que enllaça els successius pics.
- Tuc del Bergús, de 2.844 metres.
- Gran Tuc de Colomèrs, de 2.895 metres. És el pic més alt del circ.
- Tuc Blanc, de 2.879 metres.
- La Creu de Colomèrs, de 2.895 metres.

#### Vessant occidental (O)

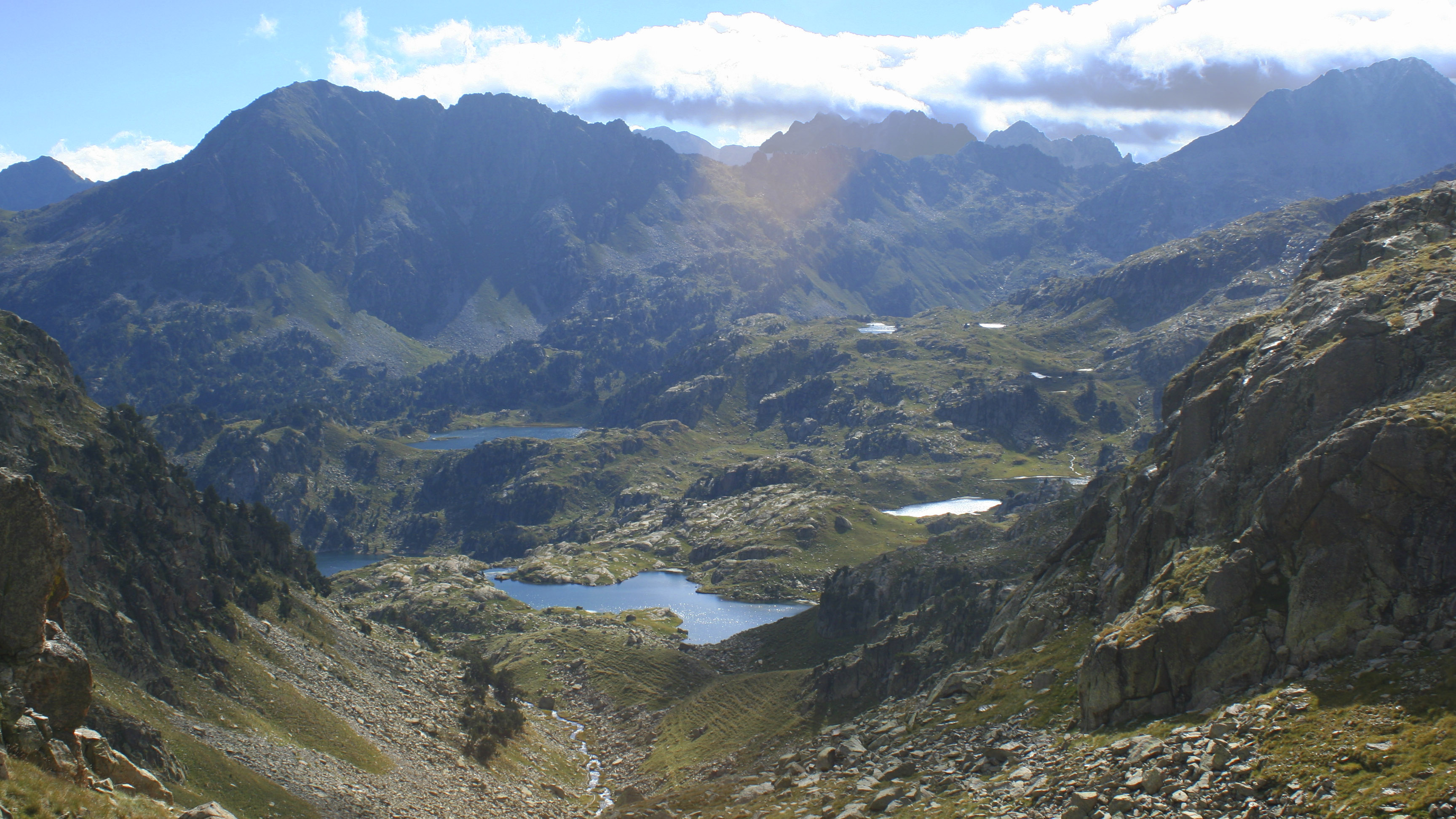
Coma del Port de Caldes; estanys Mòrt i Cabidornats.Gran Tuc de Sendrosa a l'esquerra i la cara nord del Tuc de Ratera a la dreta

Separa el circ de Colomèrs de les valls ribagorçanes de Colieto i capçalera de Caldes i l'aranès Circ deth Montardo. En ordre de sud cap a nord, els accidents orogràfics més rellevants són els següents:
- Port de Colomèrs, situat a 2.603 metres. Enllaça els estanys del Port del Circ de Colomèrs amb els estanys de Colieto de la Vall de Colieto a l'Alta Ribagorça.
- Pic de la Tallada Llarga, de 2.753 metres
- Tuc de Lluçà, de 2.778 metres
- Pic de Travessani, de 2.755 metres
- Tuc del Port de Caldes, de 2.783 metres
- Port de Caldes, situat a 2.567 metres. Enllaça la Coma del Port de Caldes del Circ de Colomèrs i la Capçalera de Caldes, ja l'Alta Ribagorça. Hi passen els senders del recorregut de Carros de foc i del GR-11-18.
- Tuc del Cap del Port de Caldes, de 2.671 metres
- Serra de Ribèra de Ribereta, amb una elevació màxima de 2.571,6 metres.
- Port Era Passada de Ribereta, que enllaça la part baixa del Circ de Colomèrs amb els estanys de Montcasau.

#### Límit nord (N)

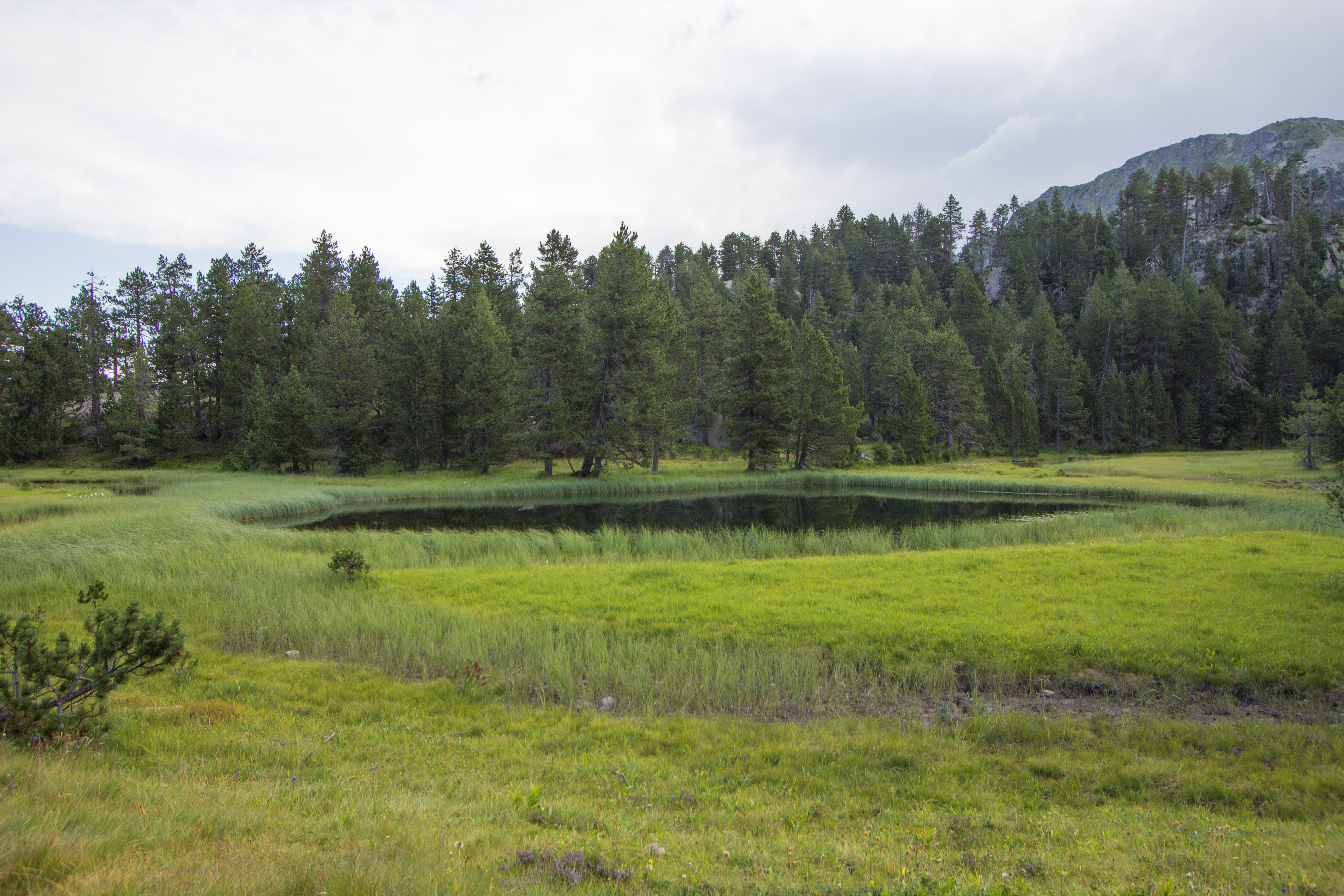
Pla de la Lòssa

El circ de Colomèrs perd altitud a mesura que avança cap al nord i s'integra dins de la vall d'Aiguamòg, de la qual és la capçalera. El límit nord del circ es troba al Pla de la Lòssa, una planúria ubicada a 2.040 metres d'altitud amb prats i estanyets, situada al nord de l'estany Major de Colomèrs. En el Pla de la Lòssa el riu Montanheta forma l'estany de la Lòssa, envoltat d'aiguamolls i situat a 2.040 metres d'altitud. El seu emissari continua el curs cap al nord per unir-se al riu Aiguamòg.

#### Cims interiors
A la carena orientada en sentit sud-nord i que divideix el circ en dues conques hi destaquen dos cims, el Tossal dels Ossos que té una elevació màxima de 2.626 metres, i el Tuc de Pòdo, de 2.729 metres, al nord del Gran Tuc de Colomèrs i a l'est de l'estany Gelat de Colomèrs.

### Estanys i rius
Les aigües dels estanys presenten un característic color blau fosc, i generalment són molt pobres en nutrients. La baixa densitat de plàncton existent fa que les aigües siguin extraordinàriament transparents i les espècies que es troben són típiques d'aquests ambients tan pobres, anomenats oligotròfics. Les causes cal cercar-les en les característiques de la roca mare (majoritàriament granit, una roca molt insoluble), les baixes temperatures que inhibeixen la descomposició de la matèria orgànica i l'absència de contaminació antropogènica.

#### Conca oriental

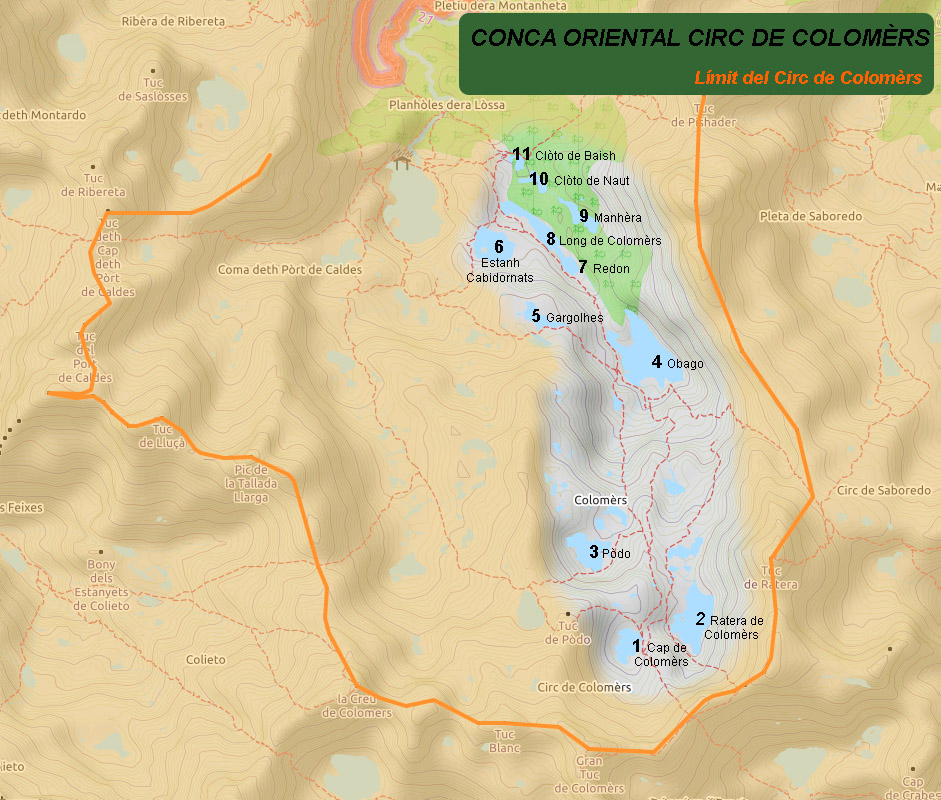
Conca oriental de la zona lacustre del Circ de Colomèrs

La conca drena en el riu de Montanheta, el qual s'unirà poc després al riu Aiguamòg, al Plà de Lossa. De sud a nord, els estanys més representatius de la conca oriental del Circ són els següents:
- Cap de Colomèrs (1), a 2.528 metres d'altitud.
- Ratera de Colomèrs (2) a 2.489 metres.Rep les aigües del Cap de Colomers.
- Pòdo (3) a 2.455 metres. És l'estany més gran d'un indret amb diversos estanyets i basses.
- Obago (4) a 2.230 metres. Una canalització soterrada transfereix aigua del Lac de Baish del Circ de Saboredo (2.267 metres) a l'estany Obago.[4] Al nord de l'estany es troben les restes d'una cabana. L'Obago rep de manera natural les aigües dels emissaris dels estanys de Pòdo i Ratera de Colomérs.
- Gargolhes (5) a 2.300 metres. Està situat a la línia divisòria entre les conques oriental i occidental del Circ.
- Estany de Cabidornats, o estany Plan, (6) a 2.188 metres. Està enmig de la carena que separa les dues conques del circ de Colomèrs. Des de la riba nord hi ha una excel·lent panoràmica sobre tot el circ.
- Redon (7) a 2.170 metres. Rep les aigües dels estanys de Gargolhes i Obago.
- Long de Colomèrs (8) a 2.168 metres. Rep les aigües del estany Redon i, a través de petits estanys intermedis, del Cabidornats.
- Manhèra (9) a 2.188 metres.
- Clòto de Naut (10) a 2.144 metres. Rep les aigües del estany de Manhèra.
- Clòto de Baih (11) a 2.141 metres. Rep les aigües dels estanys de Long de Colomèrs i Clòto de Naut.

#### Conca occidental

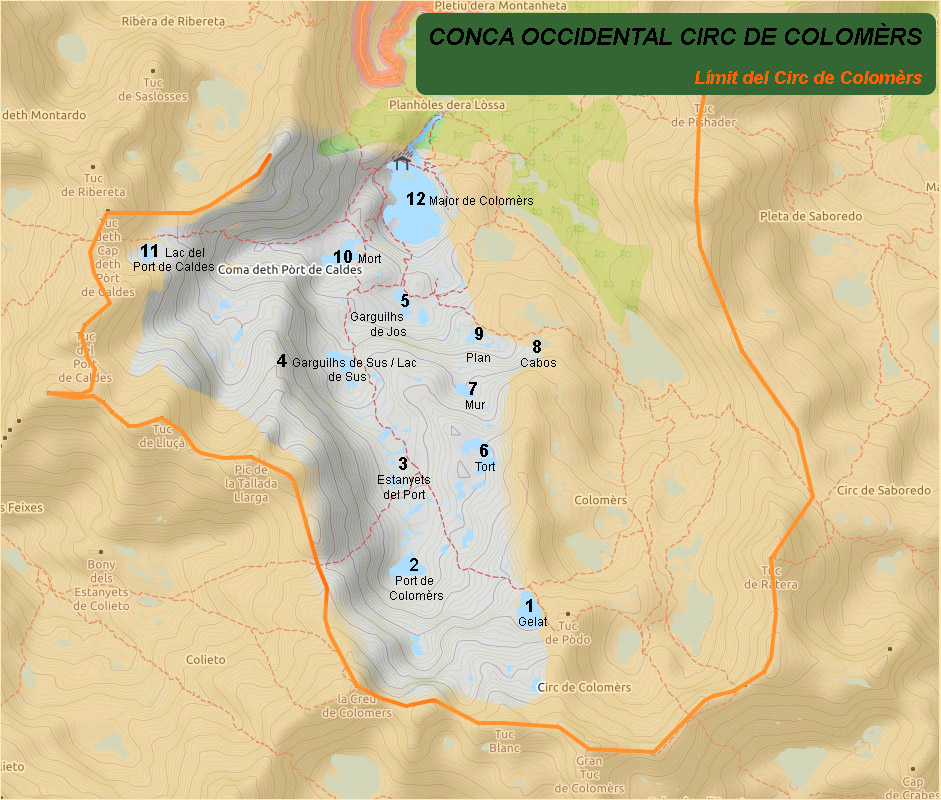
Conca Occidental del Circ de Colomèrs

Aquesta conca és més ampla que l'oriental, i permet que fins a tres conjunts separats d'estanys desaigüin de forma independent a l'estany Major de Colomèrs. Es relacionen els conjunts en sentit est a oest:
Conjunt d'alimentació de l'estany Garguilhs de Jos.
Un primer subconjunt alimenta al Garguilhs de Jos per l'est, i està compost dels següents estanys:
- Gelat de Colomèrs (1), a 2.588 metres d'altitud. Situat a l'oest del Tuc de Pòdo.
- Estany del Port de Colomèrs (2), a 2.414 metres. És un conjunt d'estanys que rep les aigües de l'estany Gelat.
- Estanyets del Port (3). Conjunt de petits estanys situats en un pla a 2.379 metres. Reben les aigües de l'estany del Port de Colomèrs
- Garguilhs de Sus (4), a 2.313 metres. Rep les aigües dels Estanyets del Port. No confondre amb l'estany de Cabidornats de la conca oriental. Per acabar d'adobar-ho, en alguns mapes apareix amb el nom de Lac de Sus.
- Garguilhs de Jos (5), a 2.203 metres. Conjunt d'estany que rep les aigües tant de l'estany Mur com del Lac de Cabidornats, i desaigua en el Major de Colomèrs

Un segon subconjunt està situat més a l'oest, i alimenta també al Garguilhs de Jos
- Tort, a 2.440 metres (6).
- Mur, a 2.342 metres (7). Rep les aigües de l'estany Tort.

Conjunt de l'estany Plan
- Cabos, a 2.310 metres (8).
- Plan, a 2.273 metres (9). Rep les aigües de l'estany Cabos, i alimenta l'estany Major de Colomèrs.

Conjunt de l'estany Mòrt.
- Mòrt, a 2.208 metres (10), ubicat al peu de la Coma del Port de Caldes, desaigua a l'estany Major de Colomèrs

Resta aïllat el Lac deth Pòrt de Caldes (11), a 2.472 metres. Situat a l'oest del Circ, en plena Coma del Port de Caldes. Una mica més avall de l'estany neix el riu Coma del Port de Caldes que desaigua a l'estany Major de Colomèrs
Tots aquests estanys i rius desaigüen a l'estany Major de Colomèrs (12), que a 2.118 metres rep aigües dels estanys Garguilhs de Jos, Plan i Mort i del riu Coma del Port de Caldes. També rep diverses canalitzacions subterrànies d'aigua.

## Clima
El clima del Circ de Colomèrs és d'alta muntanya al vessant atlàntic dels Pirineus. La precipitació mitja anual a l'estany Major de Colomèrs és de 1.471 mm; a l'hivern sobretot en forma de neu. La coberta nivosa sol ser més o menys contínua de gener a maig.

## Excursions i travesses

### Refugi de Colomérs

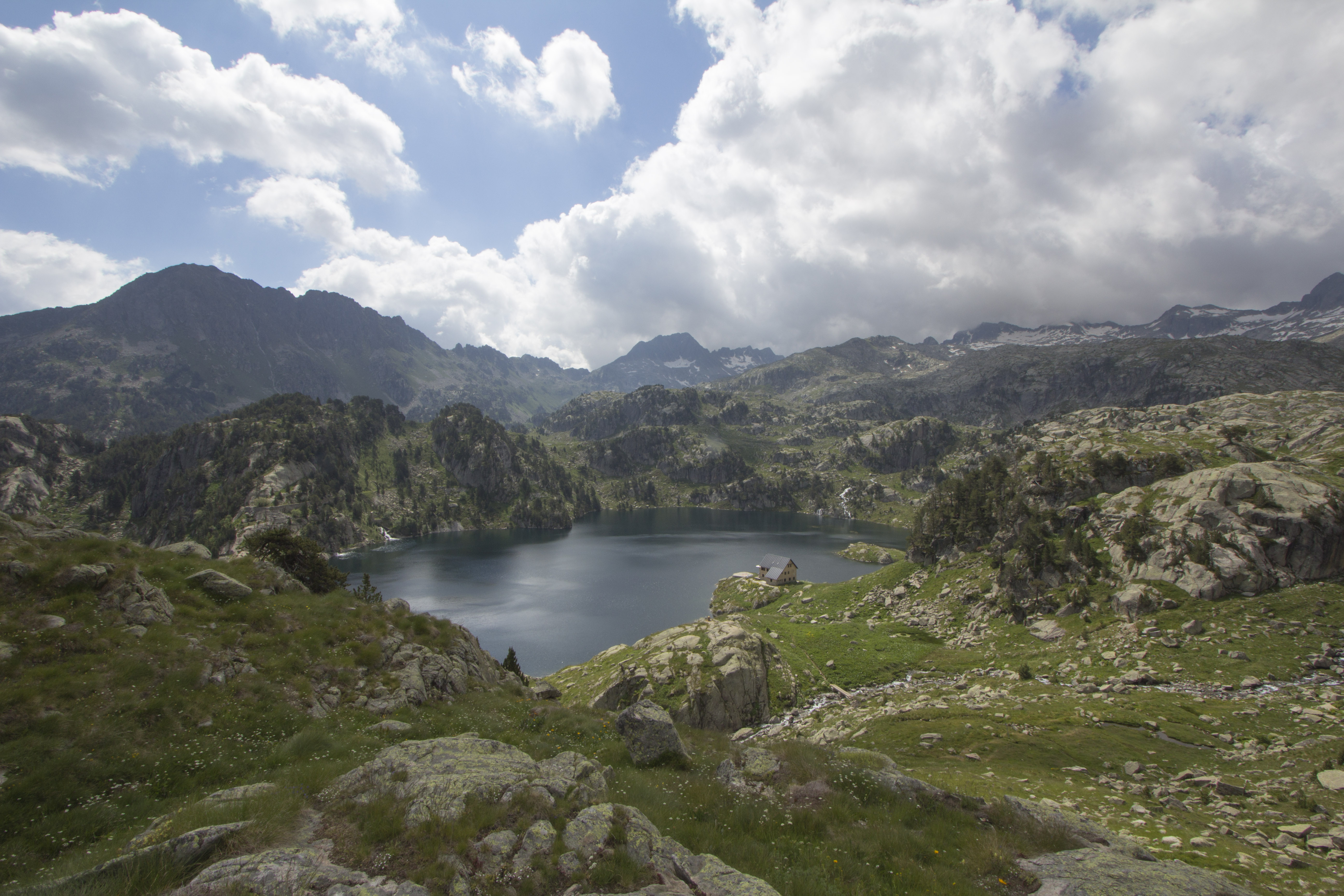
Estany Major de Colomèrs i refugi

El Circ permet realitzar múltiples excursions i travesses en qualsevol època de l'any. Disposa d'un refugi guardat durant l'estiu que permet pernoctar amb comoditat. És a l'oest de l'estany Major de Colomèrs, i és una bona base per qualsevol activitat que es faci al Circ.
Diversos edificis han fet la funció de refugi. Ja en els anys 30 del segle xx hi havia un refugi a l'estany Major de Colomèrs, que era una construcció propietat de la Sociedad Productora de Fuerzas Motrices, la qual permetia el seu ús a excursionistes i esquiadors. Posteriorment s'ocupà un altre edifici originalment destinat als treballadors de la presa, que entrà en funcionament com a refugi el 1973, amb la particularitat que l'inodor era fora de l'edifici, penjant directament sobre les aigües de l'estany. L'actual refugi de Colomers es va inaugurar l'any 2008, i té de tots els serveis moderns.

### Senderisme
És l'activitat més popular, encara que només es pot practicar als mesos sense neu. Hi ha diverses rutes ja establertes.

#### GR-11
El GR-11 és un sender de gran recorregut que recorre els Pirineus des del Cantàbric a la Mediterrània pel seu vessant sud. El sender ve de l'oest baixant per la vall de Rius fins al Refugi de la Restanca. Allà es divideix en dues variants: La primera opció seguint el GR-11 aprofita el màxim una pista forestal existent per passar de la vall de Valarties a la Vall de l'Aiguamòg, bordeja la base del Montardo pel nord i entra al Circ de Colomèrs per Era Passa de Ribereta per seguir després fins al Refugi de Colomers. L'alternativa és la variant GR-11-18 que puja fins al Coret de Oelhacrestada, flanqueja la base del Montardo pel vessant sud (i permet fer el seu cim sense haver d'escalar) i entra al Circ de Colomèrs pel Port de Caldes i a partir d'aquí baixar per la Coma del Port de Caldes fins al Refugi de Colomers.
A partir del refugi s'uneixen les dues variants i ascendeix per l'esquerra dels estanys Long de Colomèrs, Redon i Obago fins a assolir el Port de Ratera.

#### Carros de Foc

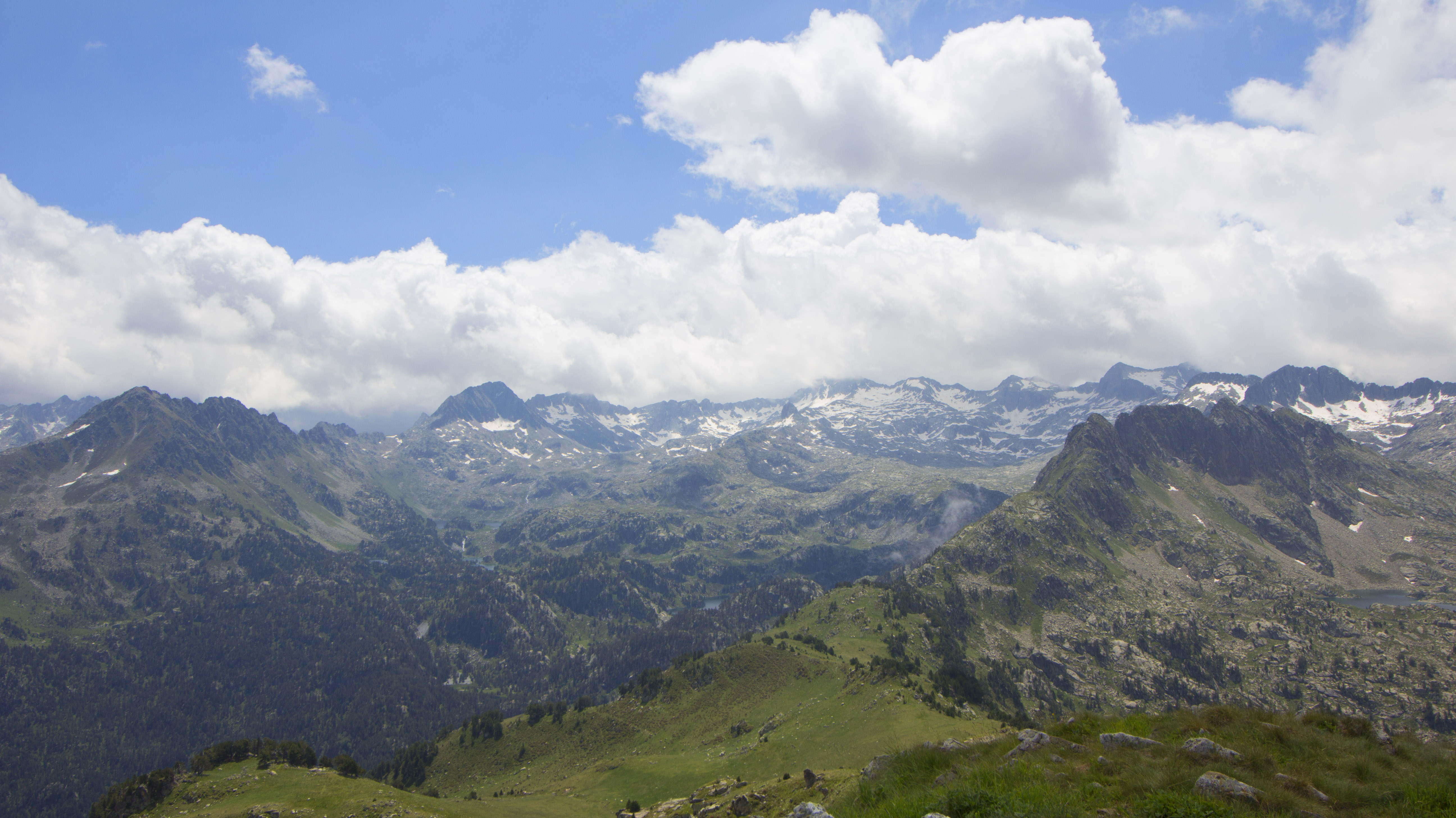
Circ de Colomèrs des del Tuc de Salana

Carros de foc és una travessa circular molt popular que passa pels 9 refugis del Parc. Te dues vies principals d'entrada al Circ: Coll del Tuc Gran de Sendrosa i Port de Caldes.

#### Alta Ruta Pirinenca
L'Alta Ruta Pirinenca és un itinerari que també travessa els Pirineus, però ho fa seguint al màxim la carena pirinenca i alternant els dos vessants. Per l'oest entra al Circ de Colomèrs pel Port de Caldes, seguint el mateix recorregut que el GR-11-18 fins al Refugi de Colomers, i d'allà segueix el camí de Colomers a Saboredo fins a arribar al Coll del Tuc Gran de Sendrosa per on entra al Circ de Saboredo.

#### Voltes als estanys

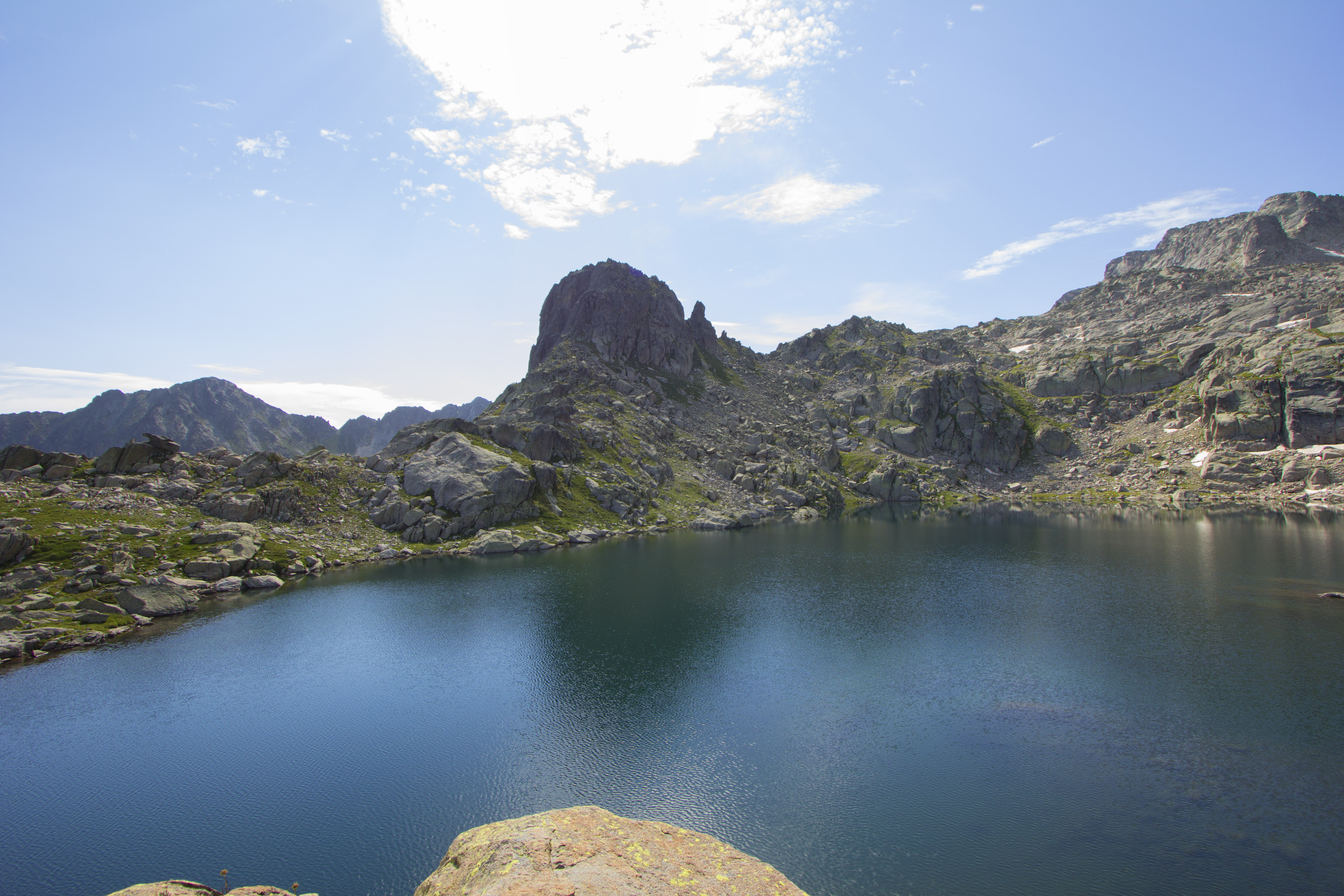
Estany Gelat i Tuc de Pòdo

Prenent com a base el refugi de Colomers, poden fer-se diversos recorreguts pel Circ. Hom pot trobar marcades dues rutes:
- Volta curta, marcada amb color groc.Puja cap l'estany Mort,gira a l'esquerra cap a l'estany de Garguilhs de Jos, passa per l'estany de Cabidornats i d'allà ja va a la presa de l'estany Major de Colomèrs. El desnivell són uns 100 metres, però dura unes tres hores.
- Volta llarga, marcada de vermell. Puja cap l'estany Mort, segueix pel Lac de Cabidornat i posteriorment l'estany Gelat fins al Tuc de Pòdo, que franqueja pel nord pel Coll de Pòdo i baixa per la conca oriental, pel costat dels estanys Obago, Redon i Long de Colomèrs. Des del refugi de Colomers, el desnivell positiu és de 565 metres amb unes 6 hores de durada.

### Escalada
En el Circ de Colomèrs hi ha una gran varietat de vies d'escalada. Les següents taules mostren algunes de les seves característiques: 
Nombre de vies en funció de la categoria d'escalada.
| Tipus     | Vies | |
| --------- | ---- | --- |
| Esportiva | 95   | Es prioritza la dificultat tècnica. Proposa l'ascensió de parets exclusivament en lliure i utilitzant la corda com a assegurança. Els punts d'assegurament son fixes. |
| Clàssica  | 54   | Es prioritza l'ascensió per on millor li sembla a l'escalador, que ha d'usar el material d'assegurament que porti.                                                    |
| Gel       | 37   | La pràctica requereix unes tècniques específiques atès que s'opera en unes condicions molt canviants.                                                                 |
| Total     | 186  | |

Nombre de vies en funció del nivell d'equipament de la via.
| Nivell        | Vies | |
| ------------- | ---- | -------------------------------------------------------------------------------------------------- |
| Equipada      | 71   | Via amb punts d'assegurament fixos; espits, parabolts o ancoratges químiques.                      |
| Semi Equipada | 0    | Via en la qual els passos clau i les reunions estan equipats, però no la resta de la via.          |
| No equipada   | 115  | No hi ha cap passatge equipat.                                                                     |
| Total         | 186  | Nota: L'escalada només està permesa a les vies catalogades. Cal autorització per obrir vies noves. |

### Esquí de muntanya i raquetes
L'esquí de muntanya a la Vall d'Aran i al Pallars Sobirà fou introduït el març de 1919 per Pau Badia, Lluís Estasen i Josep Maria Soler quan van donar parells d'esquís i raquetes i demostrà com usar-los a habitants de la vall. El primer lloc on feren pràctiques fou a Salardú. A partir d'aquí, és possible encara que poc probable que algun aranès utilitzés els esquís pel Circ de Colomèrs, perquè l'ús que els aranesos feien de l'esquí majoritàriament no era l'esportiu.
La pràctica de l'esquí de muntanya al Circ de Colomèrs està documentada des dels anys 20 del segle xx. El 31 de març de 1923 Lluís Estasen, Josep Puntas i Jofre Vila –tots ells membres del Centre Excursionista de Catalunya–van dur a terme una travessa amb esquís des de Salardú, ascendint pel Circ de Colomèrs fins a arribar al Port de Ratera, per continuar fins Espot.

## Impacte humà
L'any 2017 es va comptabilitzar l'accés de 80.000 persones al Parc Naciones Aigüestortes i Sant Maurici per les diferents riberes de la Vall d'Aran. A partir de les dades dels comptadors automàtics de visites, es pot estimar que el Circ de Colomèrs va rebre uns 45.000 visitants l'any 2017, els quals un 43% va concentrar-se a l'agost i un 26% al juliol. L'any 2017 van pernoctar al refugi de Colomèrs 5.079 persones.

## Homenots
El Circ de Colomèrs i els seus voltants més propers ha estat un lloc important per una sèrie d'homenots, entre els quals destaquen:

### Charles-Joseph Colomès de Juillan i el topònim
Nascut a Tarba el 1799 de pares vigatans, com a enginyer de ponts i camins va explorar el 1838 la zona per fer el projecte d'una línia de ferrocarril entre París i Madrid que mai no va reeixir. El Circ estudiat, que calia anomenar, va rebre el seu nom, i més tard aquest va derivar en Colomèrs. Charles-Joseph va donar el seu cognom a altres accidents geogràfics i equipaments humans al Pallars Sobirà, a l'Alta Ribagorça i a França.

### Maurice Gourdon i les primeres ascensions
Geòleg i pirineista francès nascut a Nantes el 1847. Explorà a fons el Circ de Colomèrs, fent les primeres ascensions documentades al Creu de Colomérs el 1879 i al Gran Tuc de Colomèrs el 1880. També rebatejà el Tuc de Pòdo.

### Lluís Estasen i l'esquí de muntanya
Lluís Estasen fou un dels pioners tant de l'escalada com de l'esquí de muntanya, que introduí personalment a la Vall d'Aran el 1919 per encàrrec de la Mancomunitat. Va fer excursions i escalades pel Pirineu nombroses vegades, i concretament al Circ de Colomèrs el 1923.

## Infraestructures

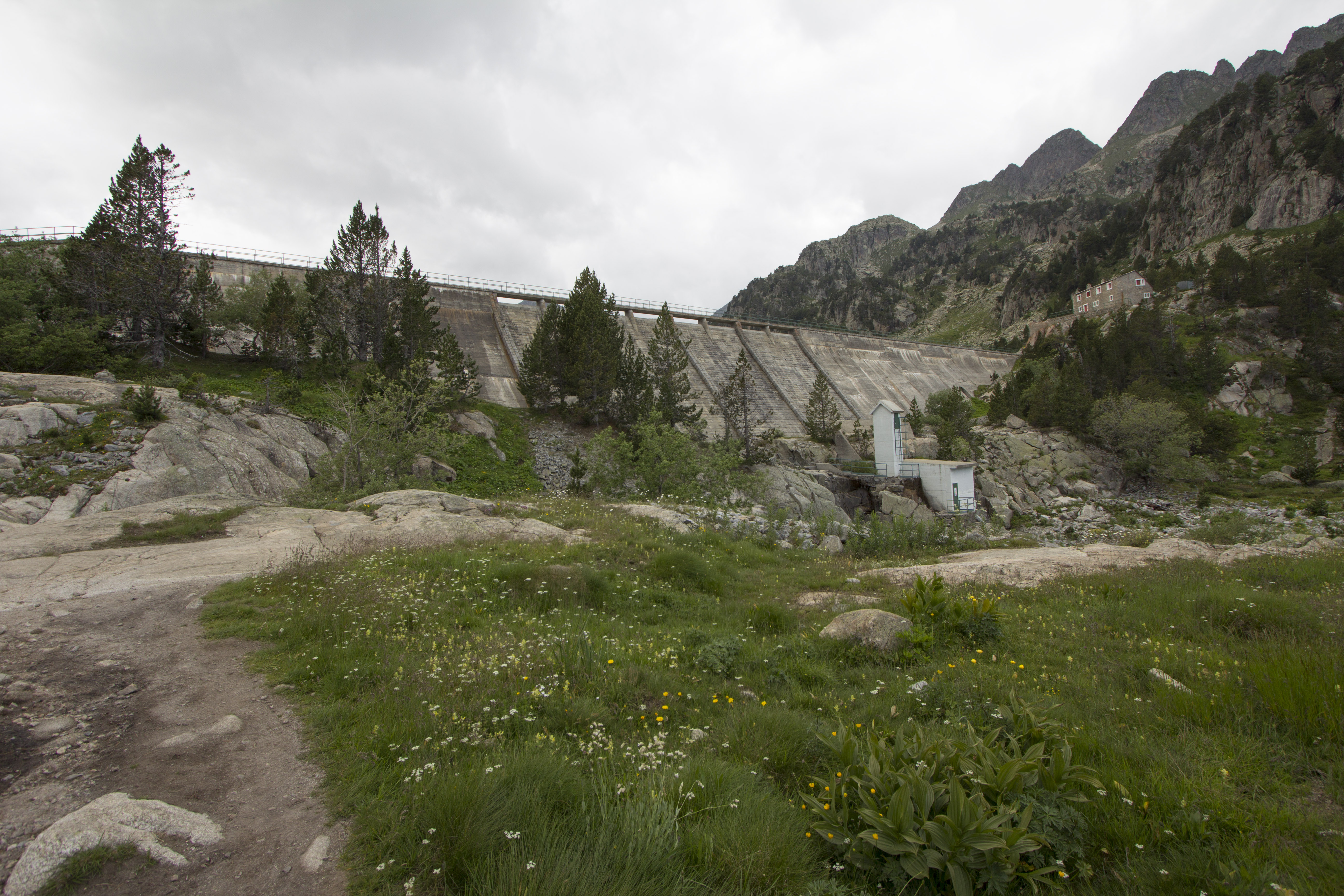
Presa de l'estany Major de Colomèrs

L'empresa Sociedad Productora de Fuerzas Motrices va construir entre la dècada dels 40 i la dels 60 del segle xx obres hidràuliques per aprofitar el cabal del riu Aiguamog des del seu naixement per abastir la Central d'Arties.

### Canalitzacions artificials d'aigua
Alguns estanys són connectats per canalitzacions subterrànies per a alimentar la Central d'Arties. Dintre del Circ de Colomèrs hi ha les següents canalitzacions:
- Canal soterrat procedent de Lac de Baish, ubicat al Circ de Saboredo, i connectat a l'estany Obago.
- Canal soterrat procedent del Barratge de Saboredo, situat a la Vall de Ruda a l'estany Major de Colomèrs. El barratge recull l'aigua provinent del Circ de Saboredo.
- Canal originat a l'estany Major de Colomèrs cap a estanh de Montcasau, situat a la zona de la Ribera de Loseron, ja a la conca del riu de Valarties.

Ja fora del Circ de Colomèrs però formant part del sistema de connexió, l'estany de Montcasau alimenta el Salt d'Arties.

### Embassaments
L'únic embassament dintre del Circ de Colomèrs és el de l'estany Major de Colomèrs. Té una superfície de 17,8 hectàrees i una capacitat de 2,8 hectòmetres cúbics. La longitud de la presa a la coronació és de 167 metres, i l'alçada màxima 25,3 metres des del fonaments. Les obres de construcció van finalitzar el 1967.